# ATR 42
ATR 42 este un avion cu elice acționate de două turbopropulsoare, cu rază de zbor scurtă, dezvoltat și fabricat în Franța și Italia de ATR (Aerei da Trasporto Regionale sau Avions de transport régional), o subsidiară formată de compania aeriană franceză Aérospatiale (acum Airbus) și de compania Aeritalia (now Leonardo S.p.A.). Numărul "42" în numele acestui tip de avion provine de la configurația standard de 42 de locuri, dar care poate varia dintre 40 și 52 pasageri.
După 1980, cele două companii din Franța și Italia și-au unit generațiile și-au încheiat acordul. Pe 16 august 1984, ATR 42-300 a efectuat primul zbor și prima companie aeriană a comandat avionul la sfârșitul lui 1984.
Mai târziu, au apărut și alte modele ale lui ATR 42. Apoi a urmat modelul ATR 72 cu o capacitate de transport mărită.